# Галаса, Василий Михайлович
Василий Михайлович Гала́са (также встречается Ґаладза; псевдонимы: «Орлан», «Вьюн», «Зенон», «Назар», «Бес», «Днепровский»; литературный псевдоним: «Зенон Савченко»; 12 ноября 1920, с. Белокриница — 5 октября 2002, Киев) — деятель украинского националистического движения в период Второй Мировой войны, краевой проводник ОУН Северо-Западных Украинских земель (ПЗУЗ), полковник УПА, и. о. командира УПА-Север (январь 1951 — 11 июля 1953).

## Биография
Родился 12 ноября 1920 года в семье рабочего-каменщика. Кроме Василия, в семье были старшие дочери София и Полина, и ещё один сын, который умер через несколько дней после рождения в 1922. Дом, в котором родился будущий повстанческий командир, стоит до сих пор, сейчас её занимает Белокриницкий сельский совет. После смерти отца семья перебирается в Олесино Бережанского района. Там Василий посещал четырёхлетнюю школу, где познакомился с Осипом Дякивым (в будущем — одним из ведущих членов ОУН под псевдонимом Горновой), который оказал определяющее влияние на формирование его мировоззрения. Осип готовился к поступлению в гимназию, обладал глубокими знаниями, которыми делился с Василием, в особенности — по истории Украины, освещавшейся в школе с антиукраинских позиций. 
Формально языком обучения был украинский, но учительница — полька, да ещё и шовинистка — преподавала предметы преимущественно на польском. Запорожцев называла бунтарями, поножовщиками. Однако для нас, учеников, казаки были рыцарями, украинцами, а учительница — «не нашей», «врагом»
из книги Василия Галасы «Наше життя і боротьба»
После окончания школы Василий в одиночку продолжал изучать основы всемирной истории, географии, физики, химии, украиноведения. Перечитал много художественных произведений: «Кобзарь» Тараса Шевченко, исторические повести Андрея Чайковского, Михаила Старицкого, воспоминания участников освободительной борьбы 1917—1921 годов. Это углубляло и укрепляло национальное сознание, формирование которого довершила польская пацификация украинских сёл и городов в 1930 году. По его воспоминаниям отделы полиции и пограничники «врывались в село и начинали безобразничать. Расшивали соломенные крыши зданий, разбрасывали соскирдованные снопы.., пороли подушки, перины, высыпали на землю муку, крупы, другие продукты. Всё это поливали водой, навозной жижей. К тому же били, били всех, кто попадался сатрапам в руки, говоря: „Мы вам покажем Украину!“… Жандарм заметил меня, схватил и начал бить, спрашивая, что я там спрятал. Порвал на мне рубашку, повалил на землю, топтал ногами, а я изо всех сил кричал. Мне было тогда 10 лет». Мать Василия Розалия построила дом в Олесине в 1934 году, сам он работал в бригаде каменщиков, научился играть на скрипке и организовал оркестр, с которым играл на забавах, свадьбах. В ярмарочные дни работал в лавке. Эти дополнительные заработки шли на пополнение семейного бюджета.
Член Провода ОУН с 1937 года под псевдонимом «Назар», до 1939 года комиссар Юнацтва ОУН. В мае 1939 года он был арестован полицией за выступления против польских властей и помещён в Бережанскую тюрьму. Когда немецкие самолёты начали бомбить Бережаны, 16 сентября 1939 тюремная стража выпустила всех узников на свободу. С приходом Красной армии на западно-украинские земли органы НКВД взяли под пристальный контроль всех, кого за политическую деятельность преследовали польские власти. И уже 11 ноября 1939 года Галаса снова попал в ту же Бережанскую тюрьму, но уже будучи арестованным сотрудниками НКВД. Пробыл в тюрьме до июня 1940 года. После освобождения из тюрьмы спецслужбы СССР безуспешно пытались привлечь его к сотрудничеству. Осенью этого же года Галаса, чтобы избежать повторного ареста, был вынужден перейти на нелегальное положение. В условиях глубокого подполья он развивал ячейки ОУН на территории Бережанского района.
Во время немецкой оккупации Украины, проводник ОУН Тернопольской области. В начале 1942 года он прошёл курсы политической и боевой подготовки для руководителей ОУН среднего звена. Занятия проводили высокопоставленные деятели ОУН, среди которых были Василий Охримович (Пилип), Ярослав Старух (Синий) и Василий Кук (Лемиш), с которым судьба крепко свяжет Галасу через 10 лет.
В 1943—1945 годах, референт ОУН в Пшемысле. В мае 1945 года женился на Марии Савчин — активистке ОУН и сотруднице УКК (Украинского Красного Креста) Перемышльщины. 15 декабря 1946 у супружеской пары родился сын Зенон. Вскоре после рождения мать увезла его к знакомым в Польшу. Когда позже Галаса с женой арестовали, ребёнка усыновил один из польских чиновников. С матерью и отцом Зенон так никогда и не увиделся.
В 1945—1947 годах заместитель Ярослава Старуха и референт по пропаганде в Закерзонье. Параллельно руководит отрядами УПА на Лемковщине, где работает до 1947 года. Отвечал за связь УПА с Западной Европой, которую осуществляли отряды УПА, рейдирующие через Чехословакию. За это время написал брошюру «Украинско-польские отношения» и десятки листовок и обращений с призывом к польским антисоветским повстанцам прекратить антиукраинские выступления и сосредоточить силы против общего врага — большевистской России.
После разгрома УПА на территории Польши в 1947 году он отправился в УССР, в 1948—1953 годах был проводником ОУН на северо-западе Украины, членом руководства ОУН-Б с 1950 года. 18 октября 1949 года жена Галаса Мария родила второго сына — Тараса. Через три месяца она была арестована сотрудниками МГБ, которые заставили её расстаться с ребёнком, разыскать мужа и убедить его сдаться. Долгое время супругам вместе с друзьями и соратниками приходилось скрываться. После гибели Романа Шухевича Галаса вместе с членом Центрального провода шефом подполья Волыни и Подолья Василием Куком возглавил подпольную сеть ОУН на Западе Украины. Кроме организации вооруженного подполья в округе, Василий Галаса наладил работу подпольной типографии, которая печатала редактируемые им журналы — «За волю нации» и «Молодой революционер», статьи и брошюры «Платформа УГВР», «Универсал УГВР», «Кто такие бандеровцы и за что они воюют». В 1950 г. Галаса назначен членом Главного освободительного совета Украины. В связи с 10-летием УПА УГВР наградила Галаса Золотым крестом заслуги и медалью «За борьбу в особо тяжелых условиях». После гибели Ивана Литвинчука в 1951 году стал исполняющим обязанности командира УПА-Север. Розыск последних членов Центрального провода ОУН на Украине Галасы и Кука стал одной из важнейших задач органов госбезопасности. Для их захвата были сформированы спецгруппы МГБ. Спецгруппу «Закат», ориентированную на захват Галасы, возглавил агент — боевик МГБ под псевдонимом «К-62», в недалёком прошлом — начальник курьерской группы ЦП ОУН.
Под началом «К-62» чекисты создали фальшивый Кременецкий районный провод «Закат». Боевики «Заката» вошли в доверие к руководителю пункта связи Центрального провода «Бурому», и в его сопровождении прибыли к месту базирования Василия Галасы. 11 июля 1953-го Галаса с женой Марией Савчин («Маричкой») и верным охранником «Чумаком» прибыли в лесной массив около села Ямполь Белогорского района Хмельницкой области. «Чумака» боевики «Заката» под благовидным предлогом отправили в село на «конспиративную квартиру», где «К-62» дал сигнал двум своим боевикам, и спящие супруги были обезоружены и связаны. Участник операции по задержанию Галасы Георгий Санников писал: «Захват этих врагов советской власти был осуществлён одной из агентурных спецбоёвок с применением спец. препарата „Нептун-47“ — сильнодействующего снотворного средства, которое добавляли в еду или напитки».
Постоянные допросы и предложения о сотрудничестве со следствием продолжались до 1958 года. В том же году Галаса был приговорён к 10 годам заключения. Наказание отбывал в лагере для уголовных преступников в Житомире. Выпущен на свободу в 1960 году, в связи с новым курсом политики Никиты Хрущева. После освобождения изначально жил в Житомире. В 1962 году переехал в Киев. Сначала Галаса работал слесарем-сборщиком на заводе медицинского оборудования. В 1967 окончил вечернее отделение Киевского института народного хозяйства, после чего вплоть до выхода на пенсию в 1993 году работал экономистом-плановиком на заводе полупроводниковых приборов.
После провозглашения независимости Украины Василий Галаса работал внештатным сотрудником института историографии НАНУ (с 1992), собирал и обрабатывал архивные материалы по истории ОУН, УПА и УГВР. Участвовал в написании 1-го тома Летописи УПА новой серии. Был членом Киевского братства ОУН и УПА, принимал активное участие в его мероприятиях. Часто выступал перед студентами, военными на темы национально-освободительной борьбы и необходимости развития Украинского государства. Опубликовал ряд статей на эти темы в украинской и польской прессе.
Умер 5 октября 2002. Похоронен в Киеве на кладбище «Берковцы».